# Kirjat Chajim

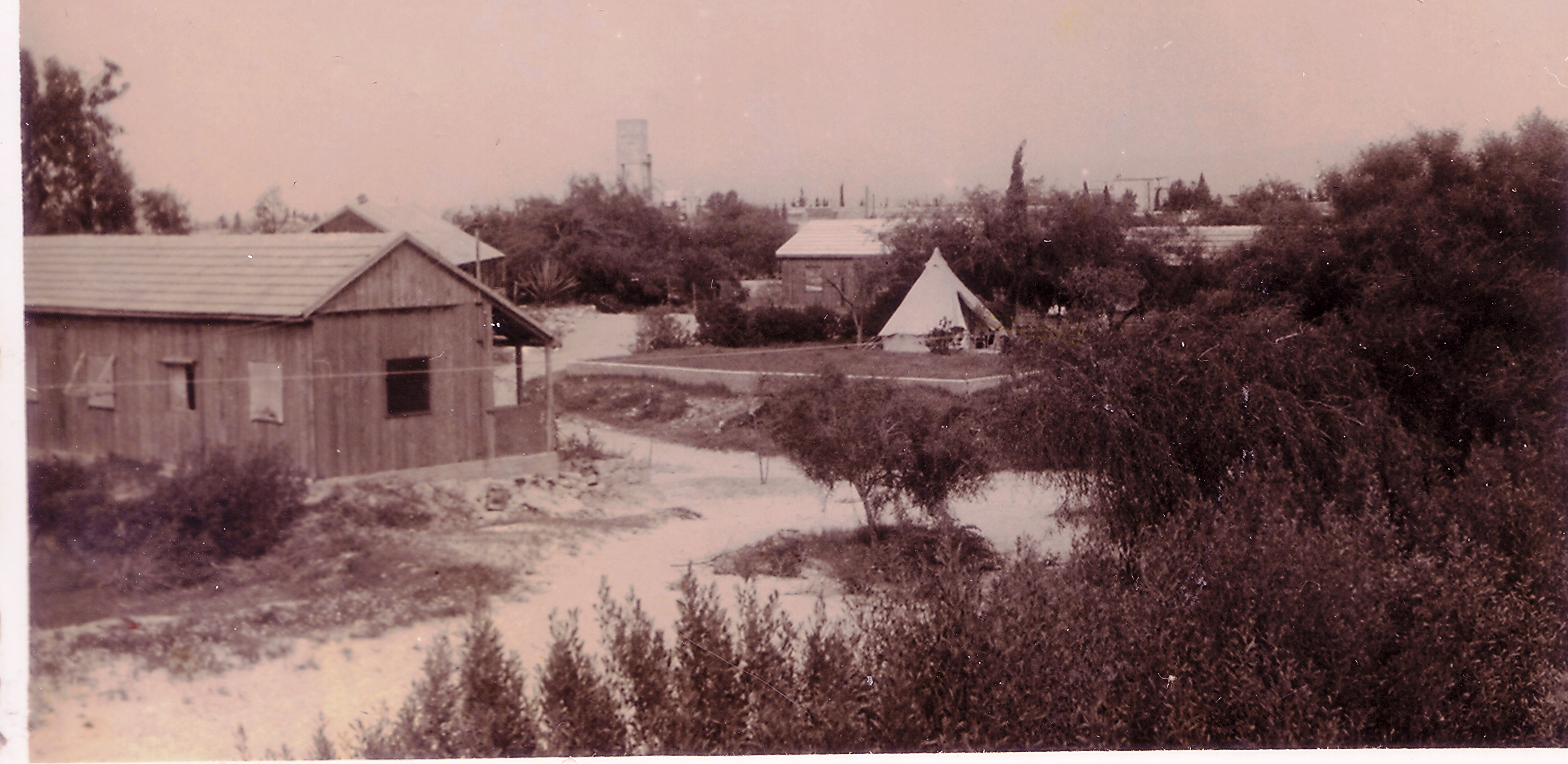
Kirjat Chajim v roce 1942

Kirjat Chajim (hebrejsky: קריית חיים, doslova Chajimovo město, anglicky: Kiryat Haim) je městská čtvrť v Haifě v Izraeli.

## Geografie
Nachází se v nadmořské výšce cca 10 metrů u pobřeží Haifského zálivu, cca 7 kilometrů severovýchodně od centra Haify. Město je sice administrativní součástí Haify, ale urbanisticky se nachází v izolovaném seskupení satelitních sídel zvaných Krajot. Hlavní dopravní osou těchto měst je Dálnice číslo 4. Oblast je zároveň napojena na pobřežní železniční trať do Naharije. Nachází se tu železniční stanice Kirjat Chajim. Populace Kirjat Chajim je v naprosté většině židovská, bez výraznějšího arabského prvku.

## Dějiny
Kirjat Chajim byl založen roku 1933 na pozemcích Židovského národního fondu jako první městské sídlo v tomto prostoru. Jméno dostal po Chajimu Arlozorovi – sionistickém předákovi, který byl toho roku zavražděn v Tel Avivu. V roce 1951 byl Kirjat Chajim připojen k Haifě jako její městská čtvrť. Sestává ze dvou základních částí: Kirjat Chajim Ma'aravit (קריית חיים מערבית) a Kirjat Chajim Mizrachit (קריית חיים מזרחית). Západněji položená Kirjat Chajim Ma'aravit vznikla převážně až po roce 1948 na písečných dunách, západně od železniční trati, a je charakterizována hromadnou zástavbou v převážně bytových domech. Východnější Kirjat Chajim Mizrachit je starší a vznikala od 30. let 20. století jako čtvrť pro dělníky z nedalekých továren. Charakterizuje ji vyšší podíl individuální a řidší zástavby. Postupně ale i zde dochází k zahušťování zástavby. V roce 2003, v souvislosti s reformou správy a samosprávy, se v Knesetu projednával návrh zákona o slučování některých obcí. V podkladech se zmiňovala i možnost sloučit města Kirjat Mockin, Kirjat Jam a Kirjat Bialik do jedné obce, ke které by se ještě připojily čtvrtě Haify Kirjat Chajim a Kirjat Šmuel, čímž by vzniklo město s téměř 150 000 obyvateli. Návrh ale v tomto případě nebyl realizován.

## Demografie
V Kirjat Chajim žilo cca k roku 2005 cca 28 500 obyvatel. Z toho 17 750 v Kirjat Chajim Mizrachit a 10 260 v Kirjat Chajim Ma'aravit. Východní část čtvrti má výrazněji sekulární charakter, v západní žijí sekulární i nábožensky orientovaní lidé. Od 90. let 20. století se v Kirjat Chajim usadili četní židovští přistěhovalci. Ve východní části zejména z Etiopie, v západní částí z bývalého SSSR.